# Abel Bertram
Abel Bertram fue un pintor francés nacido en Santo-Omer (Pas-de-Calais) el 9 de septiembre de 1871, y fallecido en París el 3 de agosto de 1954.

## Datos biográficas
Hijo de un transportista, Abel Bertram aprendió los rudimentos de su arte en su ciudad natal antes de instalarse en Lille donde fue alumno durante tres años en la escuela de Bellas Artes, en el taller de Pharaon de Winter (1849-1924). Más tarde fue admitido en la Escuela de Bellas Artes de París en el taller de Léon Bonnat (1833-1922).
En 1900, se instaló en el Ponthieu, conservando sus vínculos personales con la capital. En 1904 tuvo su taller en la calle de Cualaincourt, y en 1908 en la calle de Seveste. En 1928, vivió en el número  23 del bulevar Gouvion-Santo-Cyr en la Ciudad Luz.
Pintó paisajes, desnudos (Desnudo sentado, Museo de arte moderno de la ciudad de París), y marinas en Finisterre en un estilo fauve muy templado por cielos grises y horizontes brumosos.
Participó en el Salón de otoño, en el que expuso regularmente, así como en el Salón de las Tullerias y participio en 1926 en las retrospectivas de los Independientes con sus telas El Libro, La pequeña Eva, Salida de casa y Calle de pueblo.En los Independientes en 1927, expuso: El agua amarilla y El agua verde después en 1928 la Baigneuse y Desnudo acostado y en 1929 un desnudo y otra tela sin nombre.
También expuso en la Sociedad Nacional de Bellas Artes fuera de concurso.

## Salones
- Salón de los artistas franceses:
  - 1899 ;
  - 1905 : La Baie de Somme;[2]
  - 1907 : Reflets sur l'eau;[3]
  - 1908 : Le Berger.[4]
- Salon des indépendants de 1905 à 1939
- Salon de la Sociedad de artistas de Bellas Artes:
  - de 1912 à 1939 ;
  - 1914 : Le Chapeau vert.[5]
- Salón de Otoño de 1919 à 1938
- Salon des Tuileries de 1924 à 1943

## Distinción
El archivo de instrucción previa al decreto de nombramiento de Abel Bertram en el registro nacional de la Legión de Honor revela que el procedimiento ha sido iniciado cuando Abel Bertram tenía ya 82 años (otoño 1953). El decreto, datado del 6 de septiembre de 1954, se otorgó pues de manera póstuma.